# اندیس مندلو (چاه گز)
مندلو(چاه گز ) یک اندیس فلزی است که در حوالی شهر ده بید استان فارس قرار دارد و مادهٔ معدنی موجود در آن، منگنز است.  